# 扇森稲荷神社 (福岡県)
扇森稲荷神社（おうぎもりいなりじんじゃ）は、福岡県直方市にある神道大教の神社。
家内安全・商売繁昌はもとより子宝成就・子孫繁栄・病気平癒の神とされる。「おおぎもりさん」「直方のお稲荷さん」として、信仰を集めている。また、加持や特殊神事などにより、老若男女を問わず多くの方が参拝に訪れている。

## 沿革
- 初代教会長「長元力子」が御神勅を戴き、大分県竹田市に鎮座する「扇森稲荷神社」の御分霊を御奉斎した事に始まる。
- 昭和28年 - 「神道大教扇森稲荷直方小教会」として宗教法人となった。
- 昭和61年 - 初代教会長帰幽により「長元淳」が第2代教会長に就任。
- 平成8年 - ｢平成の御遷座」を執り行い、10月24日「御遷座記念大祭」を斎行。この際に法人名も｢神道大教扇森稲荷神社」と、改称した。現在は3代目の長元祥泰が平成23年5月10日に宮司に就任。
- 令和3年10月24日 - コロナ禍のため1年延期となったが「第13代菊池重敏管長」を招き、「御鎮座80年記念大祭」を斎行。

## 宮司
- 長元 祥泰（ながもとよしひろ）　　　　　　　　
  - 昭和40年11月16日生　　
  - 96期國學院大學文学部第1部神道学科卒業。
  - 神道大教扇森稲荷神社第2代宮司長元淳と大分県竹田市鎮座の扇森稲荷神社社家の後藤家の末娘豊子との間に、長男として生まれる。
  - 昭和63年 - 國學院大學を卒業後、大阪府東大阪市の石切劔箭神社に奉職。
  - 平成2年4月 - 京都市北区の賀茂別雷神社（通称上賀茂神社）に奉職。
  - 平成5年4月 - 福岡県宗像郡津屋崎町（現在の福津市）宮地嶽神社に奉職。
  - 平成23年5月10日 - 第2代長元淳宮司逝去に伴い、第3代宮司に就任。

### 現在の役職
- 神道大教総監
- 神道大教責任役員
- 神道大教院礼典長
- 神道大教大会議議員
- 神道大教参事
- 神道大教大教正
- 神道大教九州教区庁長
- 神道大教九州教師会会長
- 神道政治連盟福岡県本部副幹事長
- 神道青年九州地区協議会顧問
- 石鎚神社・石鎚本教元老大顧問
- 直方西小学校評議委員
- 直方中央ロータリークラブ会長エレクト
- 精神保健ボランティア「ゆいの会」事務局長
- 平成26年4月より福岡県鞍手郡小竹町赤地に鎮座「天満神社」宮司に就任
- 平成31年3月より福岡県京都郡みやこ町犀川喜多良に鎮座「四宮八幡神社」宮司に就任
- 平成31年3月より福岡県京都郡みやこ町犀川横瀬に鎮座「若宮八幡神社」宮司に就任
- 平成31年3月より福岡県京都郡みやこ町犀川上高屋に鎮座「橘八幡神社」宮司に就任
- 平成31年3月より福岡県京都郡みやこ町犀川崎山に鎮座「八幡神社」宮司に就任
- 平成31年3月より福岡県京都郡みやこ町犀川蔵持山に鎮座「藏持山神社」宮司に就任
- 平成31年3月より福岡県京都郡みやこ町犀川鐙畑に鎮座「山神社」宮司に就任
- 平成31年3月より福岡県京都郡みやこ町犀川帆柱に鎮座「大山祇神社」宮司に就任
- 平成31年3月より福岡県京都郡みやこ町犀川扇谷に鎮座「大山祇神社」宮司に就任
- 令和2年2月より福岡県鞍手郡小竹町南良津に鎮座「南良津神社」宮司に就任
- 令和2年2月より福岡県鞍手郡小竹町御徳に鎮座「天満神社」宮司に就任
- 令和3年1月より福岡県鞍手郡小竹町勝野に鎮座「亀山神社」宮司に就任
- 令和3年1月より福岡県鞍手郡小竹町勝野に鎮座「片峯貴船神社」宮司に就任
- 令和3年1月より福岡県鞍手郡小竹町勝野に鎮座「草場貴船神社」宮司に就任
- 令和3年1月より福岡県鞍手郡小竹町勝野に鎮座「天満神社」宮司に就任
- 令和3年1月より福岡県鞍手郡小竹町峰畑に鎮座「厳島神社」宮司に就任
- 令和3年1月より福岡県鞍手郡小竹町御徳に鎮座「御徳神社」宮司に就任
- 令和3年1月より福岡県鞍手郡小竹町御徳に鎮座「須賀神社」宮司に就任
- 令和3年2月より福岡県鞍手郡小竹町新多に鎮座「絹干神社」宮司に就任
- 令和3年2月より福岡県鞍手郡小竹町新多に鎮座「大神社」宮司に就任
- 令和3年2月より福岡県鞍手郡小竹町新多に鎮座「八龍神社」宮司に就任
- 令和3年2月より福岡県鞍手郡小竹町新多に鎮座「貴船神社」宮司に就任
- 令和3年2月より福岡県鞍手郡小竹町新多に鎮座「日吉神社」宮司に就任
- 令和3年2月より福岡県鞍手郡小竹町勝野に鎮座「芦北貴船神社」宮司に就任